# Frères franciscains de Mountbellew
Les Frères franciscains de Mountbellew (en latin : Fratrum Tertiariorium Franciscalium a Mountbellew) sont une congrégation laïque masculine de droit pontifical. Ils se consacrent à l'éducation des jeunes par des formations techniques, notamment agricoles.

## Historique
Les origines de la congrégation remonte à 1818 quand Christopher Bellew, seigneur du lieu, accorde à des frères franciscains du tiers-ordre régulier un terrain pour construire une école à Mountbellew (Comté de Galway, Irlande). Les premiers frères étaient Bonaventure Lee et Michael Dillion. Le 13 septembre 1830, la communauté de Mountbellew est reconnu comme congrégation diocésaine par Mgr Oliver Kelly, évêque de l'archidiocèse de Tuam.
L'institut reçoit le décret de louange le 12 mai 1930 et ses constitutions sont définitivement approuvée par le Saint-Siège le 21 juin 1938.
En 1858, l'évêque de Brooklyn, Mgr John Loughlin (d'origine irlandaise et 1er évêque de Brooklyn), voyant croître le nombre d'immigrés irlandais dans son diocèse, invite les frères de Mountbellew à s'y implanter. Deux frères, John McMahon et Vincent Hayes, arrivent à Brooklyn dans le quartier de Cobble Hill, la communauté se détache de celle de Mountbellew pour fonder les frères franciscains de Brooklyn.

## Activités et diffusion
Les Frères se dédient à l'éducation de la jeunesse par la formation technique et professionnelle en particulier les lycées agricoles.
Ils sont présents en : Irlande, États-Unis, Kenya.
Au 31 décembre 2005 la congrégation comptait 12 maisons et 56 religieux.

## Sources
- (it) Cet article est partiellement ou en totalité issu de l’article de Wikipédia en italien intitulé « Fratelli del terz'ordine regolare di San Francesco d'Assisi di Mountbellew » (voir la liste des auteurs).